# 和字正俗通
『和字正俗通』（わじせいぞくつう）とは、山本格安によって編纂された、日本の漢字字書である。『大漢和辞典』の親字の出典として用いられている。早稲田大学図書館がデータベース化し、ホームページ上で画像を公開している。